# Campionati europei di badminton 1986
I Campionati europei di badminton 1986 si sono svolti a Uppsala, in Svezia. È stata la 10ª edizione del torneo organizzato dalla Badminton Europe.

## Podi
| Evento              | Oro                                | Argento                              | Bronzo                                    |
| Singolare maschile  | Morten Frost                       | Ib Frederiksen                       | Michael Kjeldsen                          |
| Singolare maschile  | Morten Frost                       | Ib Frederiksen                       | Torben Carlsen                            |
| Singolare femminile | Helen Troke                        | Kirsten Larsen                       | Christine Magnusson                       |
| Singolare femminile | Helen Troke                        | Kirsten Larsen                       | Svetlana Beliasova                        |
| Doppio maschile     | Steen Fladberg and Jesper Helledie | Stefan Karlsson and Thomas Kihlström | Jan Eric Antonsson and Pär-Gunnar Jonsson |
| Doppio maschile     | Steen Fladberg and Jesper Helledie | Stefan Karlsson and Thomas Kihlström | Mark Christiansen and Michael Kjeldsen    |
| Doppio femminile    | Gillian Clark and Gillian Gowers   | Dorte Kjaer and Nettie Nielsen       | Karen Beckman and Sarah Halsall           |
| Doppio femminile    | Gillian Clark and Gillian Gowers   | Dorte Kjaer and Nettie Nielsen       | Maria Bengtsson and Christine Magnusson   |
| Doppio misto        | Martin Dew and Gillian Gilks       | Nigel Tier and Gillian Gowers        | Stefan Karlsson and Maria Bengtsson       |
| Doppio misto        | Martin Dew and Gillian Gilks       | Nigel Tier and Gillian Gowers        | Thomas Kihlström and Christine Magnusson  |
| Gara a Squadre      | Inghilterra                        | Danimarca                            | Svezia                                    |

## Medagliere
| Posiz. | Nazione          | Oro | Argento | Bronzo | Totale |
| ------ | ---------------- | --- | ------- | ------ | ------ |
| 1      | Danimarca        | 3   | 3       | 3      | 9      |
| 2      | Inghilterra      | 3   | 2       | 1      | 6      |
| 3      | Svezia           | 0   | 1       | 6      | 7      |
| 4      | Unione Sovietica | 0   | 0       | 1      | 1      |
| Totale | Totale           | 6   | 6       | 11     | 23     |